# Örebro Airport
Örebro Airport (IATA: ORB, ICAO: ESOE) ligt 10 kilometer ten zuidwesten van Örebro en is de 23e grootste passagiersluchthaven van Zweden en de vierde grootste vrachtluchthaven. Het werd geopend in 1979. De luchthaven verwerkte in 2018 88.151 passagiers.

## Luchtvaartmaatschappijen en bestemmingen

### Passagiersvluchten
De volgende luchtvaartmaatschappijen bieden geregelde lijn- en charterdiensten van en naar Örebro:
| Luchtvaartmaatschappijen | Bestemmingen                            |
| ------------------------ | --------------------------------------- |
| Sunclass Airlines        | Gran Canaria, Palma de Mallorca, Rhodos |
| TUI fly Nordic           | Gran Canaria                            |

### Vracht
| Luchtvaartmaatschappijen | Bestemmingen           |
| ------------------------ | ---------------------- |
| Amapola Flyg             | Malmö, Sundsvall–Timrå |

## Vervoer
Er is geen openbaar vervoer dat naar de luchthaven gaat, maar bus 513 vanuit het centrum van Örebro stopt op een weg op ongeveer 2 km afstand van de luchthaven. Bij andere vervoersalternatieven is waarschijnlijk een auto of taxi betrokken. De meeste vluchten zijn toeristische charters die kindgezinnen aantrekken die meestal hun auto gebruiken voor vervoer.